# Santa Muerte
Nuestra Señora de la Santa Muerte o Santa Muerte és una santa popular venerada principalment a Mèxic i el Sud-oest dels Estats Units. És una personificació de la mort i està associada amb el guariment, protecció i lliurament segur al més enllà pels seus devots. Malgrat l'oposició de l'Església catòlica, el seu culte va sorgir d'una creença popular mexicana, un sincretisme entre creences i pràctiques indígenes de mesoamèrica i catòliques espanyoles.
Des de l'era precolombina, la cultura mexicana ha mantingut una reverència cap a la mort que pot ser vista en la commemoració estesa del Dia de Morts. Els elements d'aquella celebració inclouen l'ús d'esquelets per recordar a les persones la seva mortalitat. L'adoració de la Santa Muerte és condemnada per l'Església catòlica a Mèxic com a invàlida, però està fermament atrinxerada entre un percentatge petit de la cultura mexicana.
La Santa Muerte generalment apareix com una figura femella esquelètica, vestida en una roba llarga i portant un o més objectes, normalment una dalla i un globus terraqüi. La roba pot ser de qualsevol color i les imatges més específiques de la figura poden variar segons els devots i el ritu representat o la petició feta. Mentre l'adoració de la Santa Muerte era clandestina fins al segle xx, la majoria de pregàries i altres ritus s'han realitzat tradicionalment en privat a casa.
Des del començament del segle xxi, l'adoració ha esdevingut més pública, especialment a la Ciutat de Mèxic després que Enriqueta Romero va iniciar el seu famós santuari a la Ciutat de Mèxic el 2001. El nombre de creients de la Santa Muerte ha crescut, en els darrers deu a vint anys, a diversos milions de seguidors a Mèxic, els Estats Units, i parts d'Amèrica Central. La Santa Muerte té similar contraparts masculins a Amèrica, com els esquelets de San La Muerte de l'Argentina i Rey Pascual de Guatemala.

## Galeria

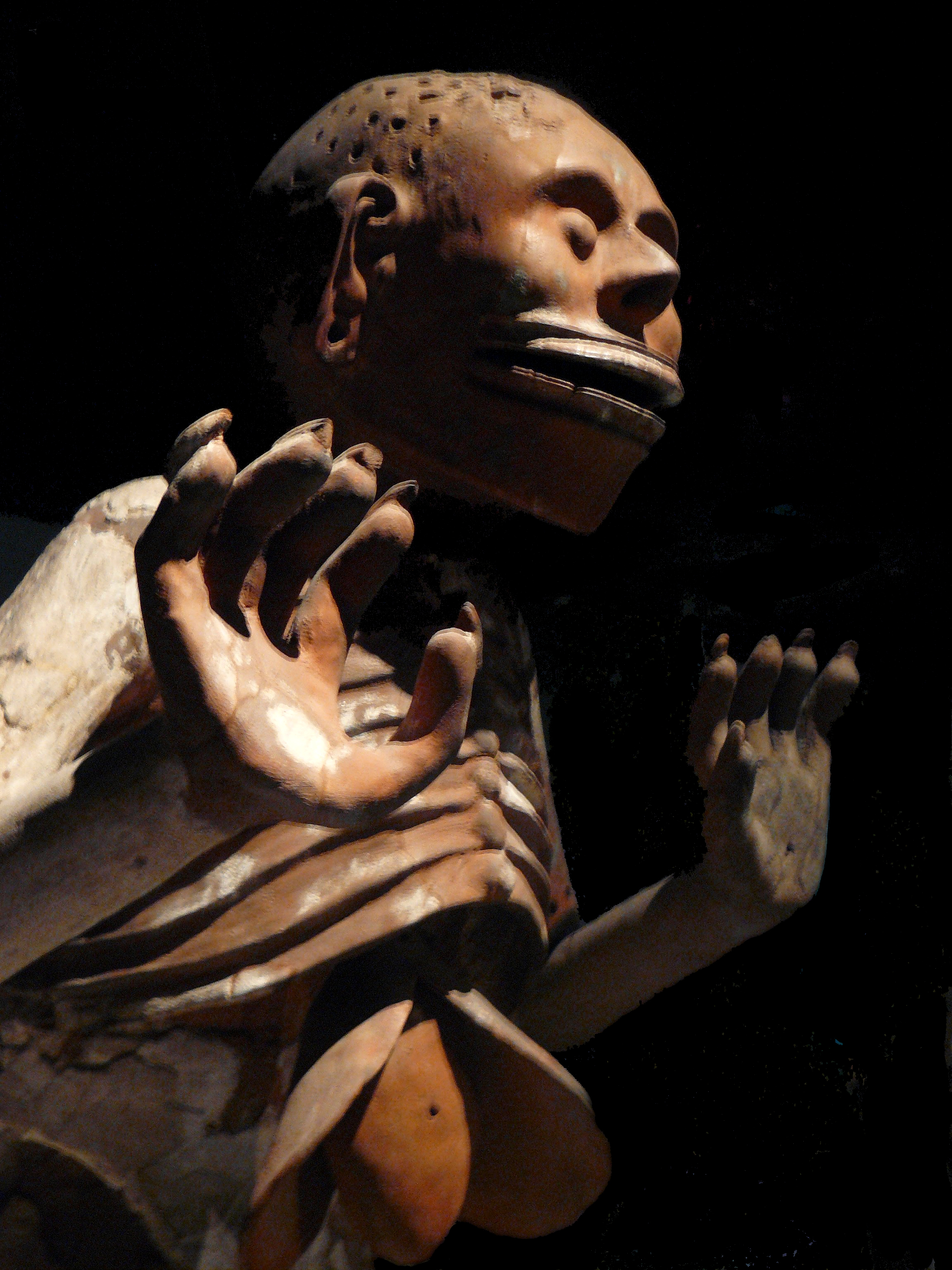
Mictlantecuhtli, el Déu de la mort Azteca
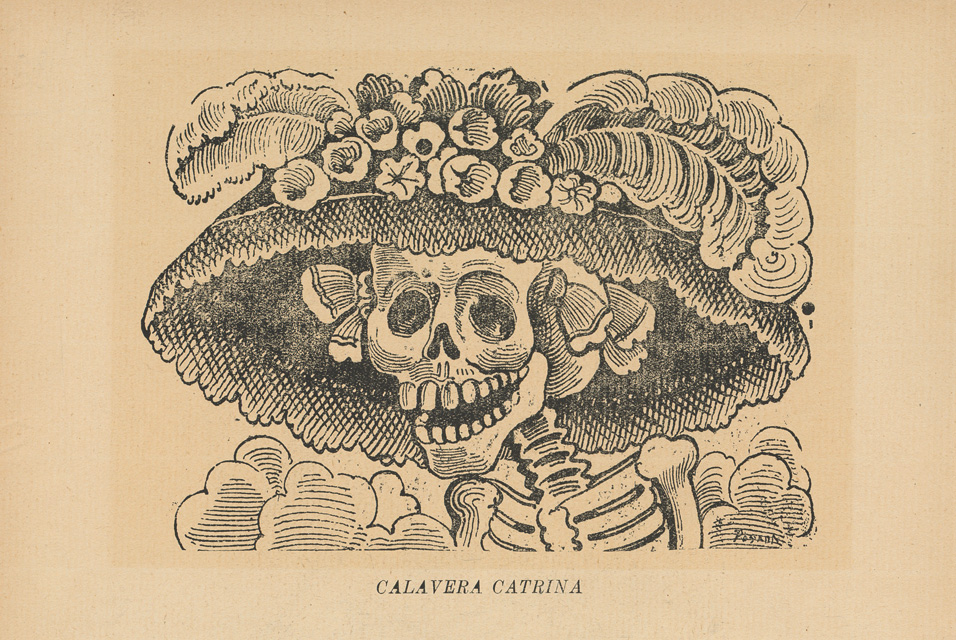
Gravat de José Guadalupe Posada Catrina (1910–13)
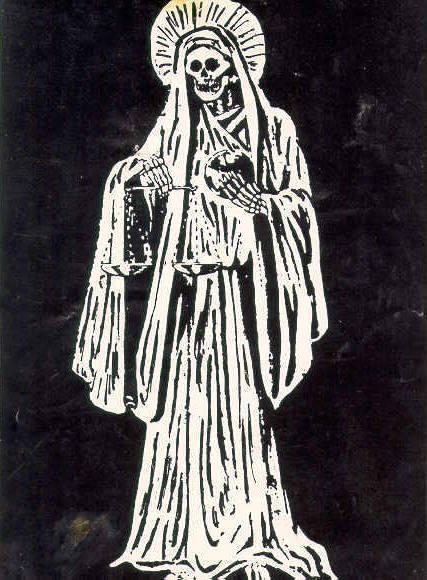
Santa Muerte Blanca.